# V564 Возничего
V564 Возничего (лат. V564 Aurigae) — одиночная переменная звезда в созвездии Возничего на расстоянии (вычисленном из значения параллакса) приблизительно 6334 световых лет (около 1942 парсеков) от Солнца. Видимая звёздная величина звезды — от +11m до +10,6m.

## Характеристики
V564 Возничего — красная пульсирующая полуправильная переменная звезда типа SRB (SRB) спектрального класса M6. Эффективная температура — около 3297 K.